# Münsterplatz (Schwäbisch Gmünd)

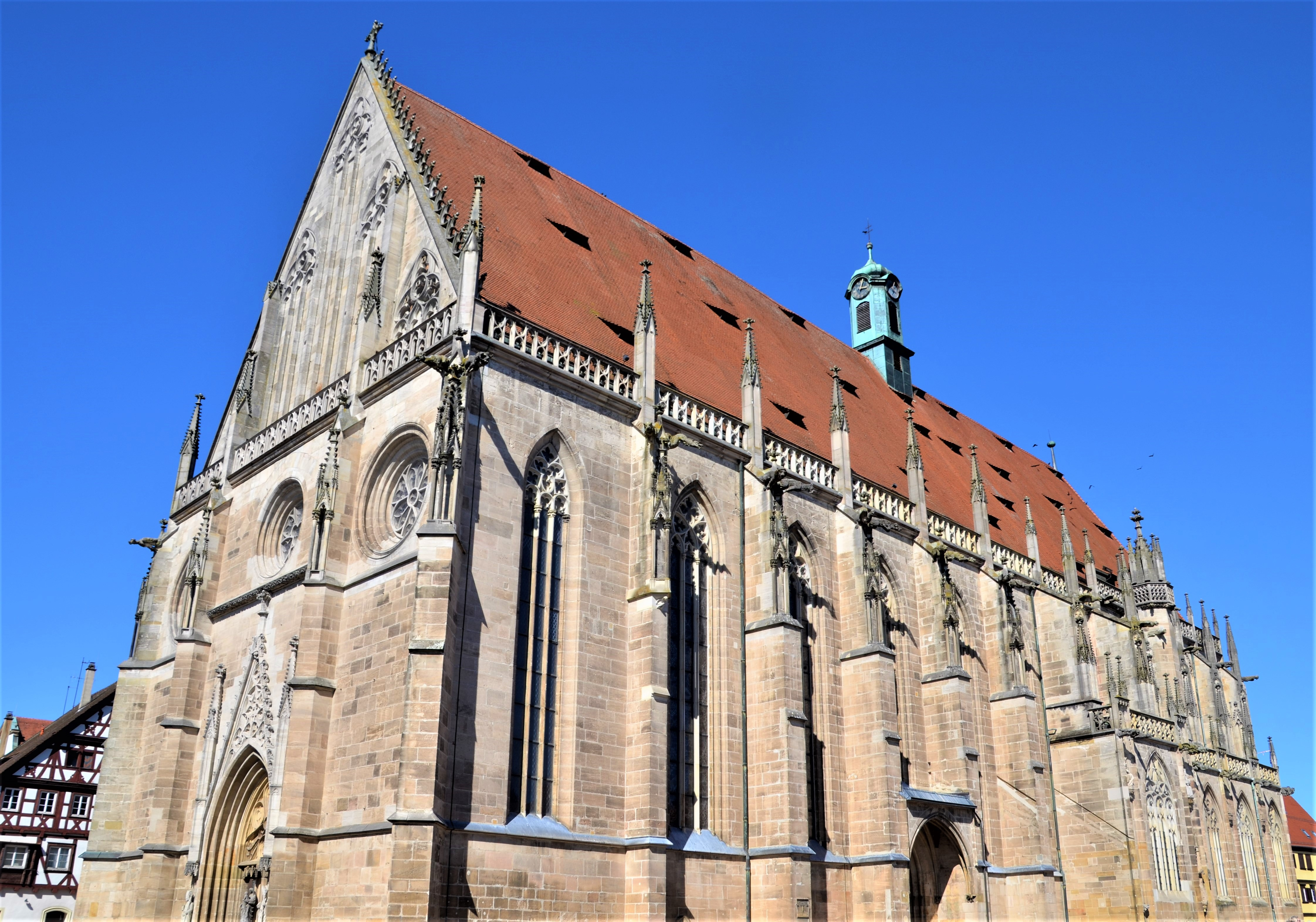
Den Platz beherrschend: Das Gmünder Münster, von Südwest aufgenommen.

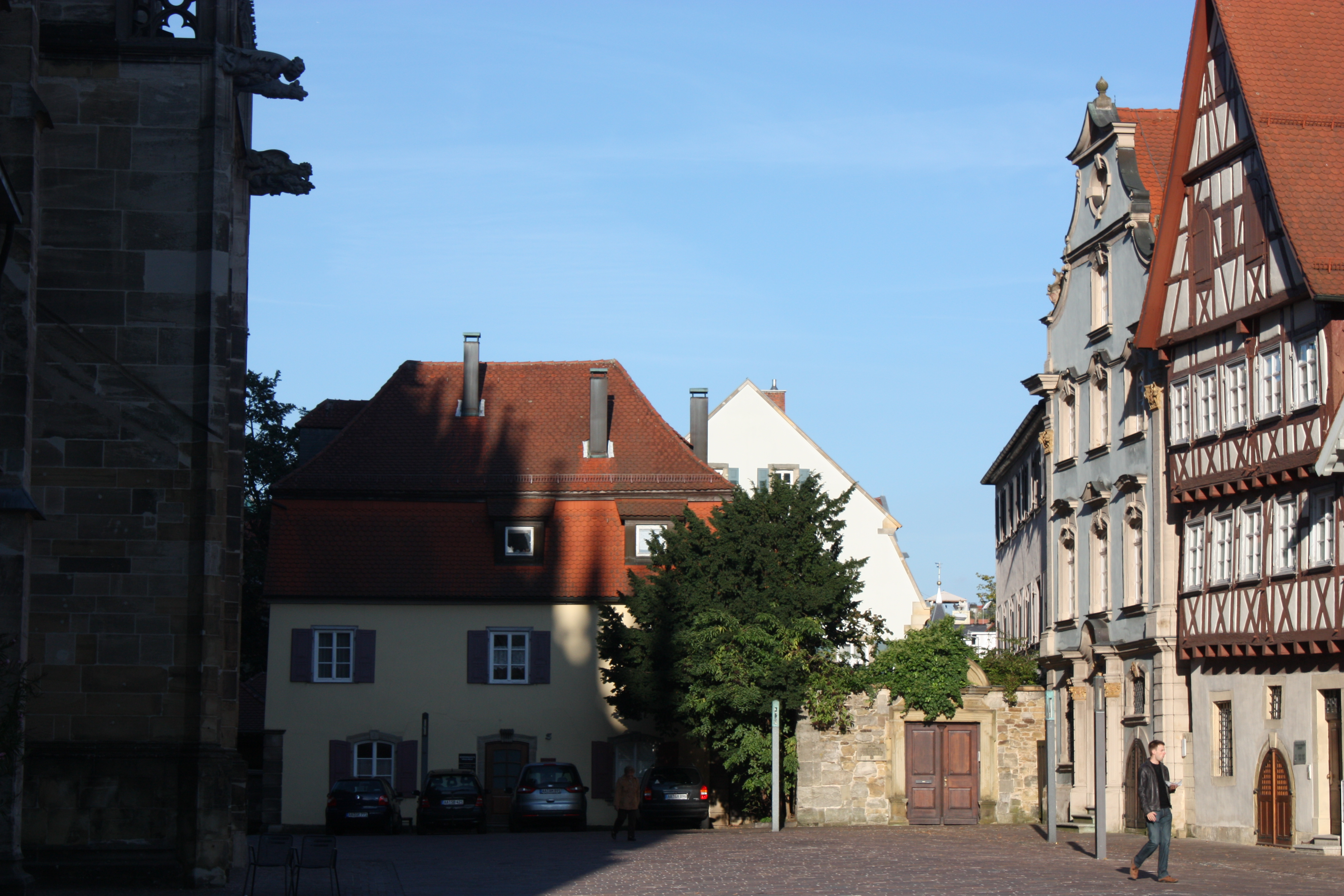
Von rechts nach links: Leonhardskaplanei, Kapitelshaus, Pfarrhaus sowie Münsterbauhütte

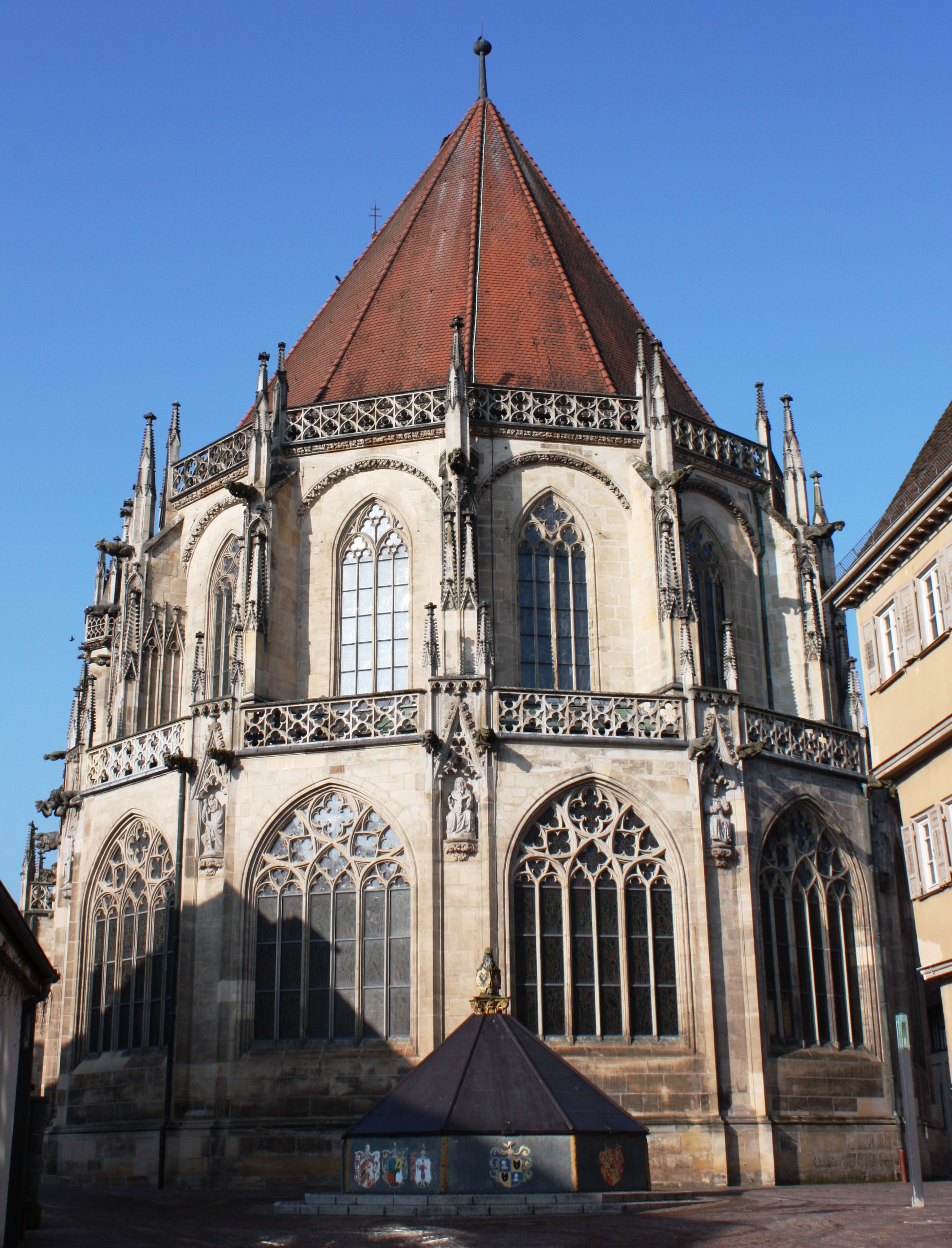
Chor des Münsters von Osten aufgenommen, im Vordergrund für den Winter eingehauster Löwenbrunnen

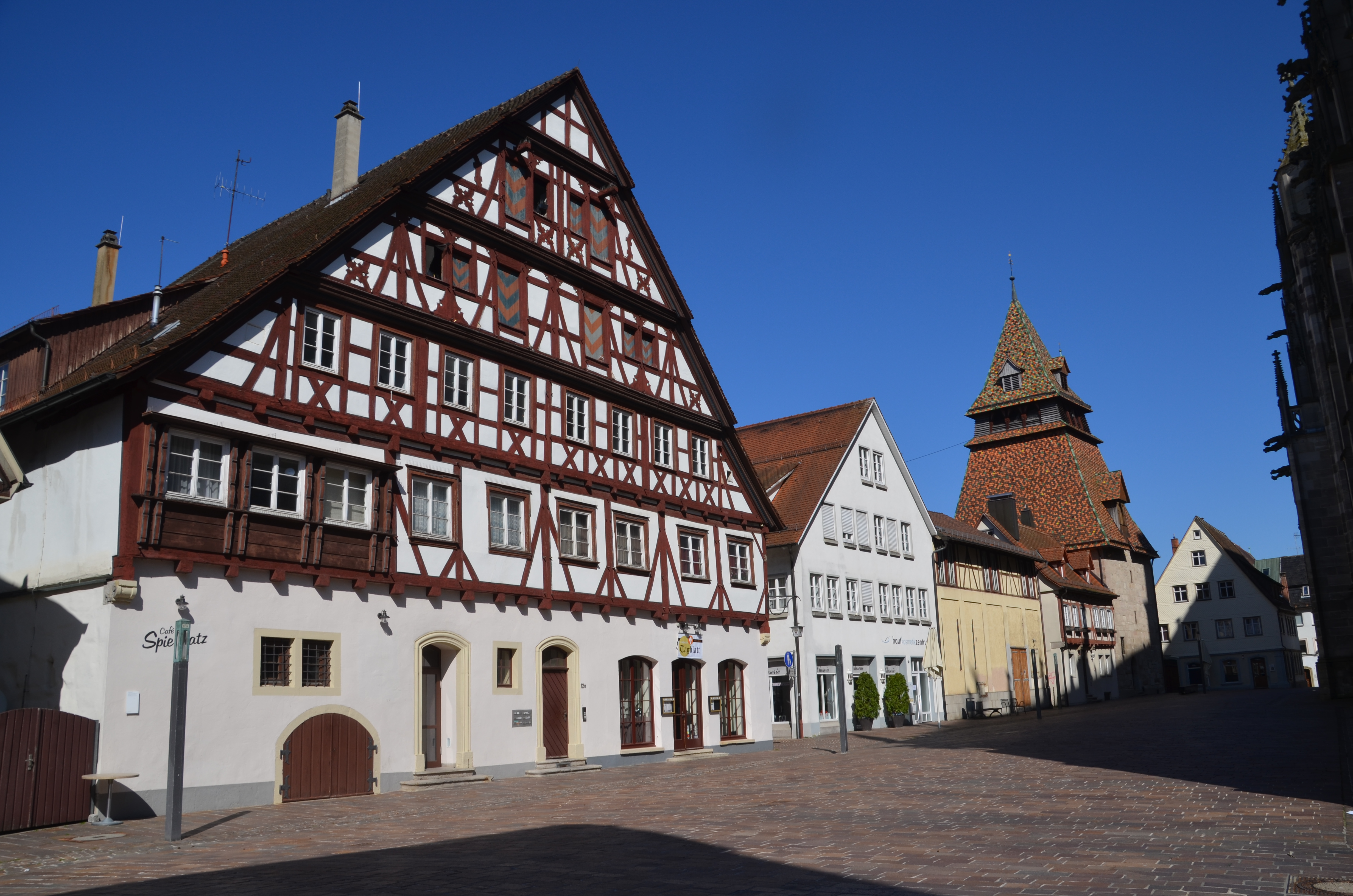
Nördlicher Münsterplatz: v. l. n. r. Präzeptoriatsgebäude oder Martinskaplanei (Münsterplatz 12); Münsterplatz 10; Dinkelackerhaus (Münsterplatz 8); Mesnerhaus (Münsterplatz 6) und Glockenturm.

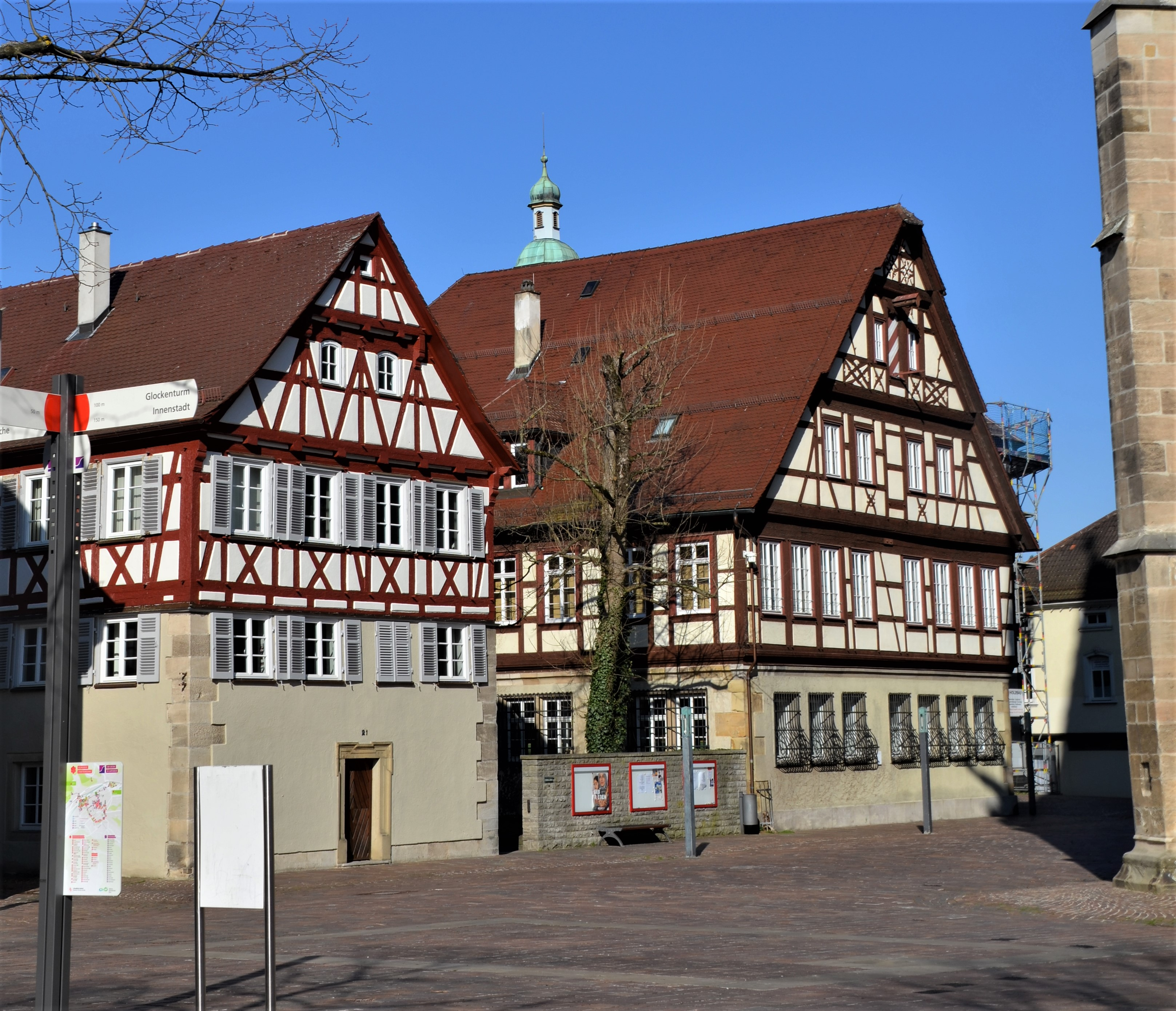
Nikolauskaplanei und Stadtarchiv

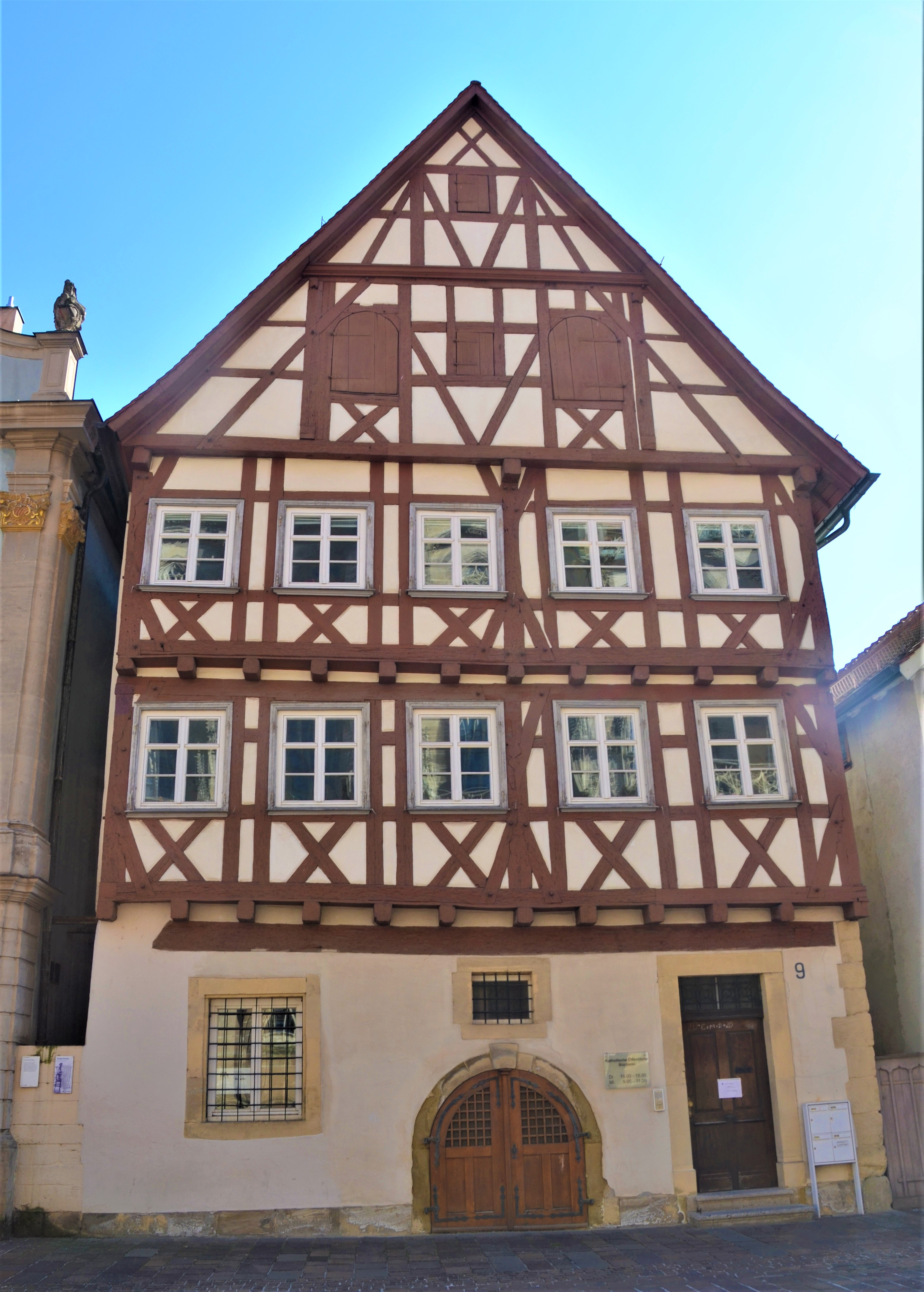
Leonhardskaplanei

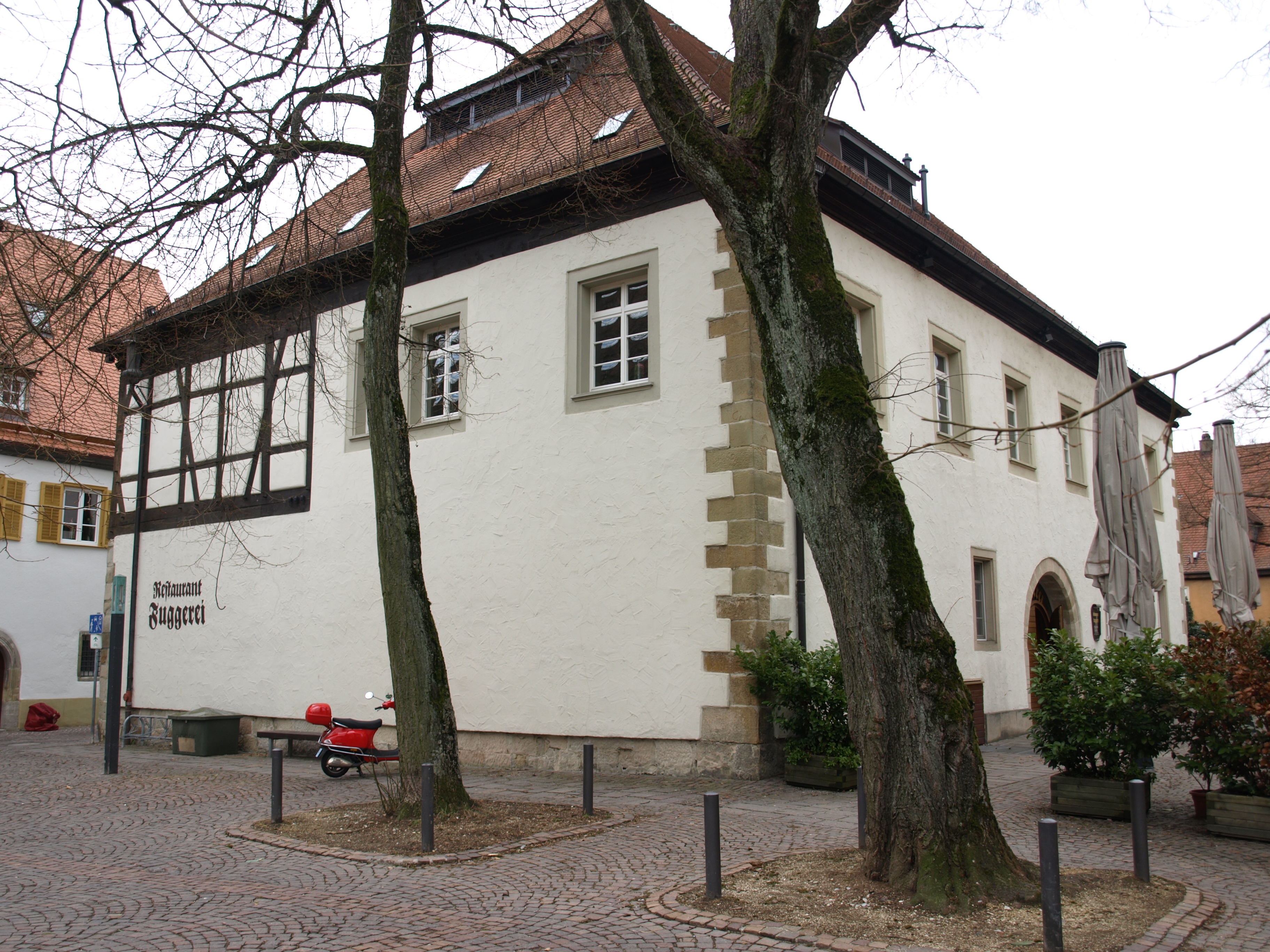
Fuggerei in Ansicht vom Münsterplatz

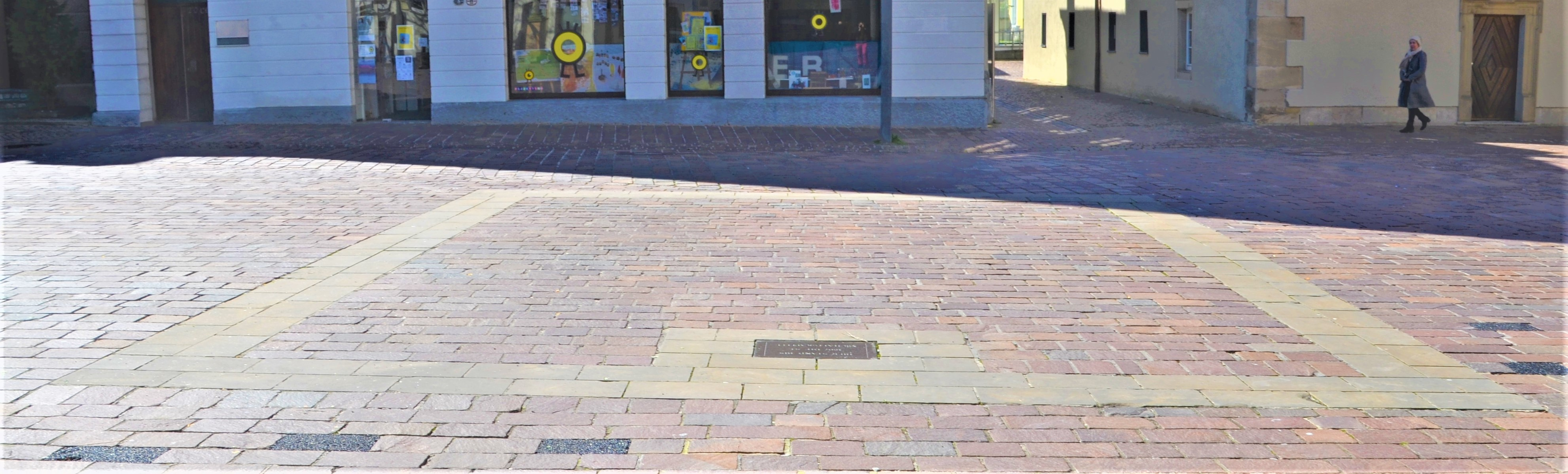
Grundriss der Michaelskapelle auf dem Münsterplatz

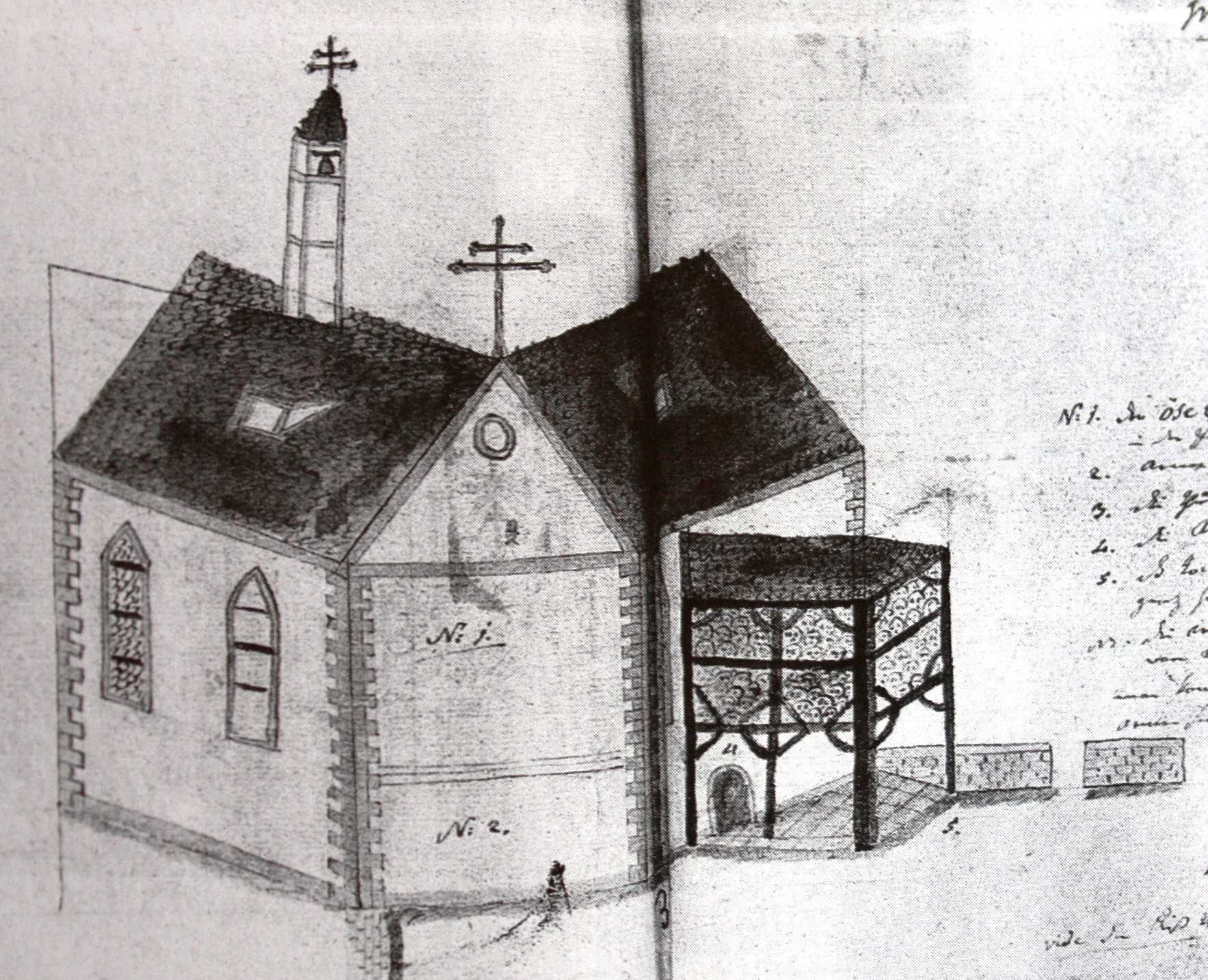
1807 abgebrochene St. Michaelskapelle bei Dominikus Debler

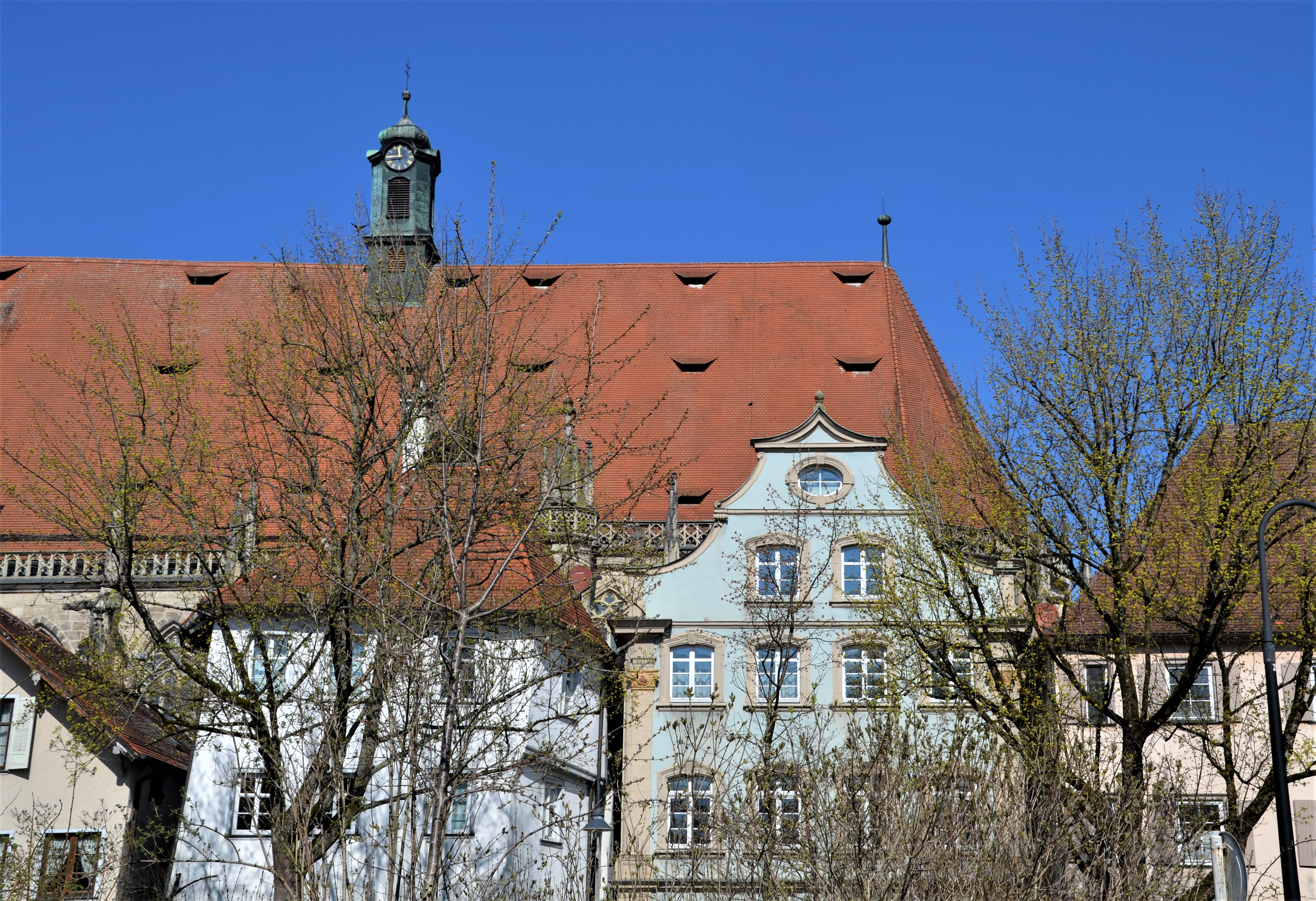
Erkennbar die dem Münster untergeordnete Architektur, im Vordergrund das Kapitelshaus, links daneben Leonhardskaplanei, rechts daneben abgeschnitten das Münsterpfarramt

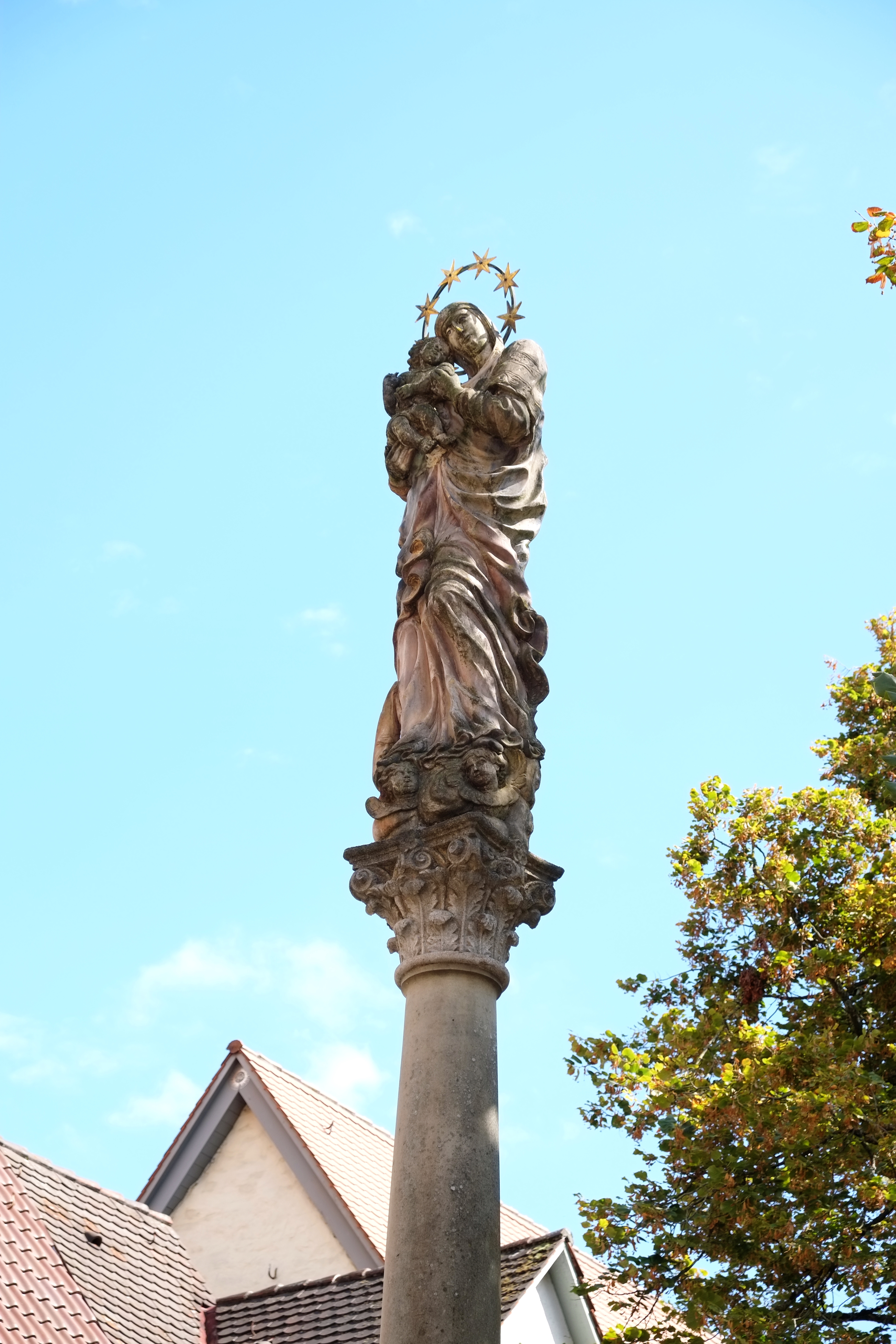
Mariensäule

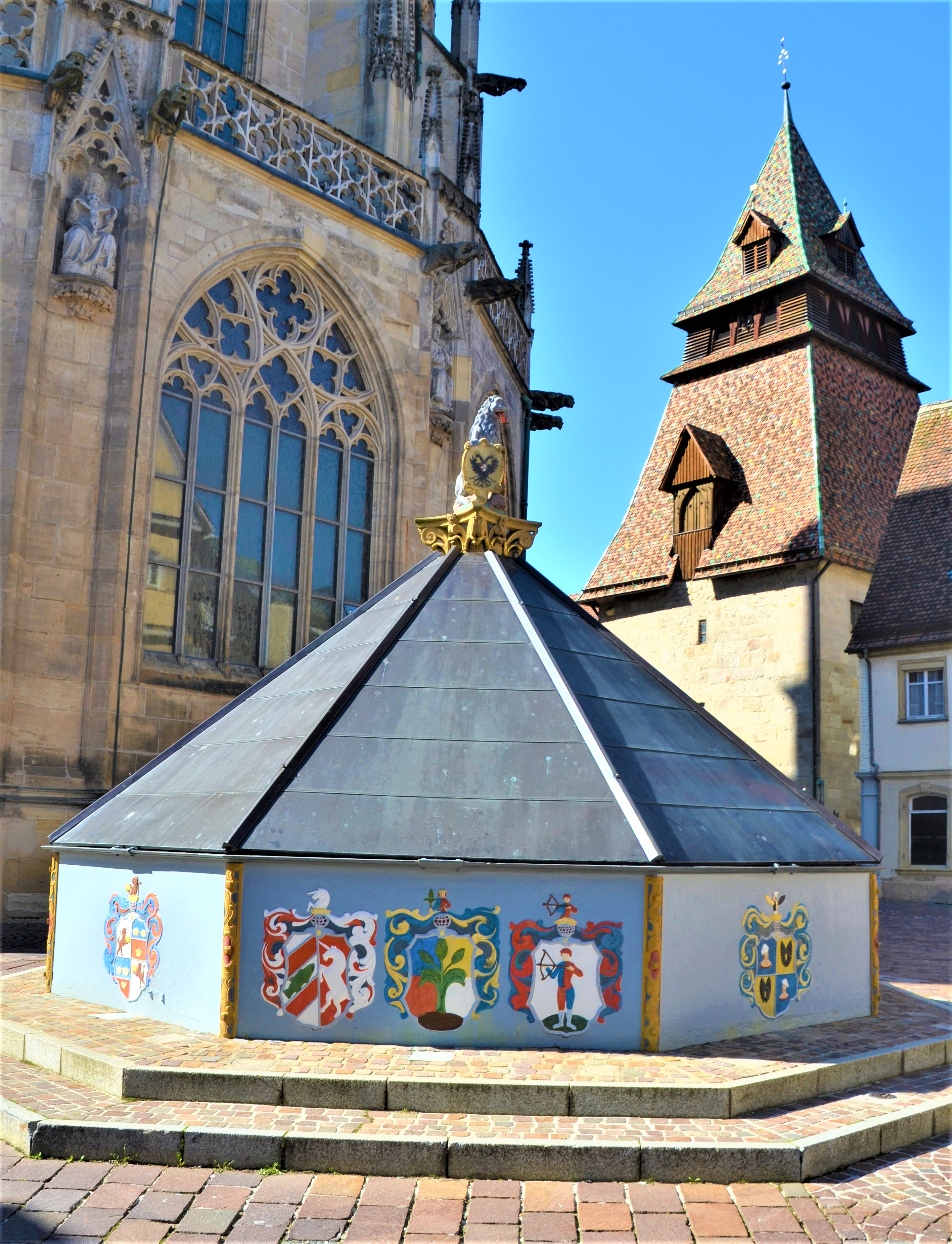
Löwenbrunnen mit Winterabdeckung

Der Münsterplatz (bis 1926 offiziell Kirchplatz) stellt einen der drei Hauptplätze in der Altstadt Schwäbisch Gmünds dar. Der Münsterplatz wird vom freistehenden Gmünder Heilig-Kreuz-Münster dominiert und stellte früher neben dem Marktplatz mit dem weltlichen Zentrum im freistehenden Alten Rathaus, das kirchliche Zentrum dar. Ein Großteil der Gebäude, die sich in geradlinigen Seiten um das Münster gruppieren, stehen auch in der Nutzung im Umfeld des Münsters. Trotz der Fassadenvielfalt, die der jeweiligen Bauzeit geschuldet ist, kann dennoch eine architektonische Unterordnung unter das mächtige Münster wahrgenommen werden. Der große freie Platz war bis Anfang des 18. Jahrhunderts südlich des Münsters durch einen Friedhof belegt, dessen gotische Friedhofskapelle St. Michael  1807 abgetragen wurde und der durch eine ebenfalls in dieser Zeit abgetragene 7 Schuh hohe Friedhofsmauer umgeben war. Reste einer weiteren gotischen Kapelle südlich von St. Michael wurden ebenfalls erst im 19. Jahrhundert abgetragen.

## Nutzung
Auf dem Münsterplatz wird mittwochs und samstags ein Wochenmarkt abgehalten. Des Weiteren wird der Platz durch andere Marktveranstaltungen, kirchliche Veranstaltungen sowie für Konzerte genutzt. So zum Beispiel auch während des Festivals Europäische Kirchenmusik. Bei großen Sportveranstaltungen wurden auf dem Münsterplatz Public-Viewing-Veranstaltungen organisiert. In der Südwestecke, vor der Volkshochschule befindet sich ein öffentlicher Boule-Spielplatz.

## Gebäude
Die hier nicht behandelten Gebäude Münsterplatz 13 und 17 sowie Augustinerstraße 1 sind ebenfalls als Denkmal eingestufte Häuser.

### Bommashaus (Münsterplatz 2)
Das Haus zeigt sich heute in barocker Gliederung von 1773. Das Haus stammt jedoch in seiner Grundsubstanz aus dem 15. Jahrhundert, im Gebälk wurden Balken von 1450 verwendet. Die mächtige Nordmauer könnte indes auf einen älteren Ursprung hinweisen. Die barockgestalteten Eingangstüren des Hauses zeigen das Wappen des Handelsmannes Dominikus Bommas sowie die Inschrift D.B. Bis zum Umbau 1955 befand sich mittig eine stichbogige Tür, die heute am Ehemaligen Spital St. Katharina angebracht ist. Das Treppenhaus ist durch umfangreiche Rokokoschnitzereien geprägt. Im Erdgeschoss trägt das südwestliche Eckzimmer eine Kassettendecke, die wohl aus dem 17. Jahrhundert stammt. Im ersten Obergeschoss befinden sich Walter Klein folgend unter den untergehängten Decken freimodellierte Rokokostukkatur.

### Münsterbauhütte (Münsterplatz 3)
Die Münsterbauhütte wurde unter Verwendung älterer Bauteile, die einem bis 1826 dort stehenden Fachwerkhaus entspringen, Mitte des 19. Jahrhunderts als Mansardhalbgiebelhaus errichtet. Dominikus Debler folgend, war dort bereits vor dem Neubau die Münsterbauhütte beheimatet. 1880 wurden Remisen an der Rückseite des Hauses errichtet, 1919 die heutigen Werkstätten. 1921 erwarb die Katholische Kirchenpflege das Gebäude als Kanzlei, Bauhütte und Wohnung, wobei die Münsterbauhütte ab 1922 offiziell wieder in diesem Komplex untergebracht ist. 1938 wurde durch das Stadtbauamt ein Umbau in neubarocken Formen vorgenommen, 1962 kam es zu Instandsetzungsarbeiten.
Bis heute ist dort die Münsterbauhütte beheimatet.

### Münsterpfarrhaus (Münsterplatz 5)
Die erste Erwähnung des Pfarrhofes ist auf 1448 datiert. In den 1550er-Jahren wird das Pfarrhaus grundsaniert und durch Malereien und Sprüche geziert. Ende der 1720er-Jahre wird der Pfarrhof durch einen Neubau ersetzt, wobei ältere Bausubstanz aus dem 15. Und 16. Jahrhundert erhalten wurde. 1747 und 1751 wurden im hinteren Bereich angrenzende Gebäude angekauft und abgerissen um den Pfarrgarten zu vergrößern. 1826 werden innen die Zimmer neu aufgeteilt, 1844 eine neue Treppe eingezogen. Zu umfangreichen Sanierungsarbeiten kam es 1980/81. Die Pfarrhofmauer verfügt über ein barockes Tor. Die Innenräume sind stuckiert. Soweit sie nicht bereits in Museen verbracht wurden, befinden sich im Münsterpfarrhaus diverse Ölgemälde von Angehörigen des örtlichen Kollegiatstiftes, so zum Beispiel von Franz Xaver Debler oder dem Weihbischof Franz Xaver Adelmann von Adelmannsfelden. Außerdem ein Marienbildnis aus dem 18. Jahrhundert.
Heute wird es als Pfarrhaus für den Münsterpfarrer sowie als Münsterpfarramt genutzt.

### Münstermesnerhaus (Münsterplatz 6)
Das Münstermesnerhaus geht auf das frühe 16. Jahrhundert zurück und wurde mit Verbindung an den Glockenturm angebaut. Das Fachwerk wurde 1939 freigelegt, zu Sanierungsarbeiten kam es 1987 sowie 2009. Das Gebäude dient bis heute als Mesnerhaus für den Münstermesner.

### Dinkelackerhaus (Münsterplatz 8)
Ehemalige Dependance der Dinkelackerbrauerei in Schwäbisch Gmünd. Anschließend fand es Weiterverwendung als Lager. Heute ist es ein Lagerhaus der Münsterbauhütte. Eines der wenigen nicht unter Denkmalschutz stehenden Gebäuden am Münsterplatz.

### St.-Leonhards-Kaplanei (Münsterplatz 9)
Die Kaplanei verfügt im Bereich des Gewölbekellers und des Erdgeschosses über romanische Bausubstanz aus dem 12./13. Jahrhundert. Das heutige Aussehen wurde hauptsächlich durch die Fachwerkaufbauten von 1434 geprägt. Trotz Umbauten und Instandhaltungsarbeiten 1510, 1720 oder 1749 sowie 1868 und 1889 bis 1991 blieb die Substanz von 1434 größtenteils erhalten. 1510 wurden die Säulen auf das wohl 1434, jedoch spätestens 1510 eingezogene, neue Kellergewölbe gestellt, wodurch das Erdgeschoss seiner Hallennutzung zugeführt werden konnte. Der Charakter als zweischiffige Halle des frühen 16. Jahrhunderts ging erst 1990 verloren.

### St. Katharinen- oder Marienkaplaneihaus (Münsterplatz 11)
Die Urkundenlage über die Katharinenkaplanei intra muros ist aufgrund zumeist bestehender Verwechslungsgefahr mit der Katharinenkaplanei extra muros sehr unsicher. Die Grundbausubstanz ist mittelalterlich, wobei das heutige Erscheinungsbild auf umfangreichen Bautätigkeiten des 18. Jahrhunderts sowie durch den Umbau zu einer Arztpraxis 1983 geprägt ist. 1863 galt der Bau als einsturzgefährdet.

### Präzeptoriatsgebäude oder Martinskaplanei (Münsterplatz 12)
Das Gebäude trägt seinen Hauptnamen aufgrund der darin untergebrachten Lehrerwohnungen. Das Gebäude ist auf das Jahr 1557 datiert, jedoch wurde der Bau unter Verwendung romanischen Baumaterials aufgerichtet. Die Fachwerkfreilegung erfolgte 1938. Innenumbauten wurden 1949 und 1986 vorgenommen. Das Erdgeschoss war ursprünglich eine zweischiffige Halle. Seit dem 19. Jahrhundert ist das Haus stets in zwei Teile geteilt.

### Volkshochschule (Münsterplatz 15)
Das Gebäude wurde 1880 geplant und 1881 durch den Stadtbaumeister Stegmaier als neue Evangelische Volksschule errichtet. Im Keller war zunächst ein Spielplatz untergebracht, im Dachstock Lehrerwohnungen. Das Gebäude erfuhr vielfältige Nutzung als Schulgebäude, so neben der Evangelischen Volksschule, als Schulgebäude der Schillerrealschule sowie als Schulgebäude der Pestalozzischule. 2006 wurde das Gebäude durch einen Glasverbindungsbau mit dem Klösterle verbunden und seiner neuen Nutzung als Volkshochschule übergeben.

### Münsterdruckerei (Münsterplatz 19)
Das Gebäude Münsterplatz 19 verfügt über einen kleinen Anteil mittelalterliche Bausubstanz. Bedeutung entfaltet das Gebäude hauptsächlich durch seinen Stuck aus dem 17. Jahrhundert sowie durch die Deckenbilder von Joseph Wannenmacher von 1753. Der Keller sowie die großen Räume deuten auf ein Kaufmannshaus hin. Eine Hauserweiterung wurde im 17./18. Jahrhundert vorgenommen. Nach einem Brand 1872 kam es 1896 zu Umgestaltungen. 1978 wurden die Fresken durch Max Bader restauriert und das Ladenlokal umgebaut, 1988 ein Aufzug eingezogen. Ein Gassenspiegel von Johann Michael Storr von 1790 befindet sich heute im Stadtmuseum im Prediger.

### St.-Nikolaus-Kaplanei (Münsterplatz 21)
Die Nikolauskaplanei wurde in ihrem heutigen Erscheinungsbild als „Neubau“ 1732 errichtet. Aus dieser Zeit stammen sicher auch die Fachwerkaufbauten. Die Datierung des Erdgeschosses ist unbekannt. Ab 1909 diente das Haus als 2. Stadtpfarrhaus dem Stadtpfarrer zu St. Franziskus. 1939 wurde der Abbruch des Hauses vorgesehen, um das Münster freizulegen. Eine Instandsetzung wurde 1990 vorgenommen. Im Garten daneben soll das St. Anna-Pfründhaus gestanden haben.

## Weitere Bauwerke

### Mariensäule
Die heute südlich vom Münster vor der Fuggerei stehende Säule wurde 1693 vom Gmünder Bürger Benedikt Broschenrieder geschaffen. Sie ist eine Nachahmung einer „Schönen Maria zu Regensburg“ die 1516 durch den dortigen Dombaumeister Erhard Heydenreich geschaffen wurde. Sie stand zunächst vor dem Münsterchor an der Hoffstatt. 1892 wurde sie an die Münstergasse und 1951 an ihren heutigen Standort versetzt. 1858/1859 sowie 1892 wurde sie instand gesetzt. 1892 bekam die Mariensäule kunstvolle Eisengitter als Umrandung, die später wieder verschwanden.
Die Sandsteinsäule ist auf attische Basis gesetzt und trägt ein korinthisches Kapitell, die Maria ist von einem siebensternigen Metallkranz gekrönt.

### Löwenbrunnen
Die Brunnensäule mit dem Löwen als Wappenhalter ist eine von Franz Huber 1982 gefertigte Kopie. Das Original, das von Kaspar Vogt 1610 gefertigt wurde, befindet sich heute im Scheffold-Gymnasium. Der heutige Eisentrog wurde 1773 bei den Schwäbischen Hüttenwerken in Wasseralfingen gegossen. Der Löwe hält zwei Wappen, zum einen das Gmünder Stadtwappen und zum anderen das Reichswappen mit dem Doppelkopfadler, das zeitweilig durch das Wappen der Württemberger ersetzt wurde. Weitere Wappen an den Seiten sind dem Bürgermeister Franz Dominikus Jageisen, dem Oberstättmeister Johann Sebastian Doll, gemeinsam auf einer Seite dem Stättmeister Johann Ignaz Maier und dem Ratskonsultenten Alois Beißwenger, sowie gemeinsam den Stättmeistern Franz Fischer, Johann Maier und Georg Franz von Stahl sowie dem Oberstättmeister Sebastian Ziegler sowie dem Bürgermeister Joseph Ferdinand Anton Storr von Ostrach zugeordnet. 1952 und 2018 fanden umfangreiche Instandsetzungen statt.